# Tomasyna
Tomasyna (żużel Thomasa) – mineralny nawóz fosforowy składający się z CaO (45–55%), P
2O
5 (14–16%), tlenków żelaza (12–16%), SiO
2 (6–8%), tlenków manganu (5–10%), MgO (2–4%), Al
2O
3 (1–2%). Tomasyna była pierwszym otrzymanym sztucznie nawozem fosforowym (1886). Jest produktem ubocznym powstającym przy wytopie stali metodą Thomasa z rud bogatych w fosfor.
Tomasyna jest rozpuszczalna w słabych kwasach organicznych. Ma postać drobno zmielonego, niehigroskopijnego, ciężkiego proszku. Jest nawozem zasadowym, przedsiewnym, działającym szczególnie dobrze na glebach wilgotnych i kwaśnych, wymaga dobrego wymieszania z glebą. Działa stosunkowo wolno i dlatego nadaje się szczególnie do nawożenia roślin o dłuższym okresie wegetacyjnym oraz upraw wieloletnich, np. użytków zielonych.